# Les Bayards
Les Bayards (toponimo francese) è una frazione di 369 abitanti del comune svizzero di Val-de-Travers (Canton Neuchâtel).

## Geografia fisica
Les Bayards si trova nella Val-de-Travers sul massiccio del Giura, lungo il confine tra la Francia e la Svizzera.

## Storia

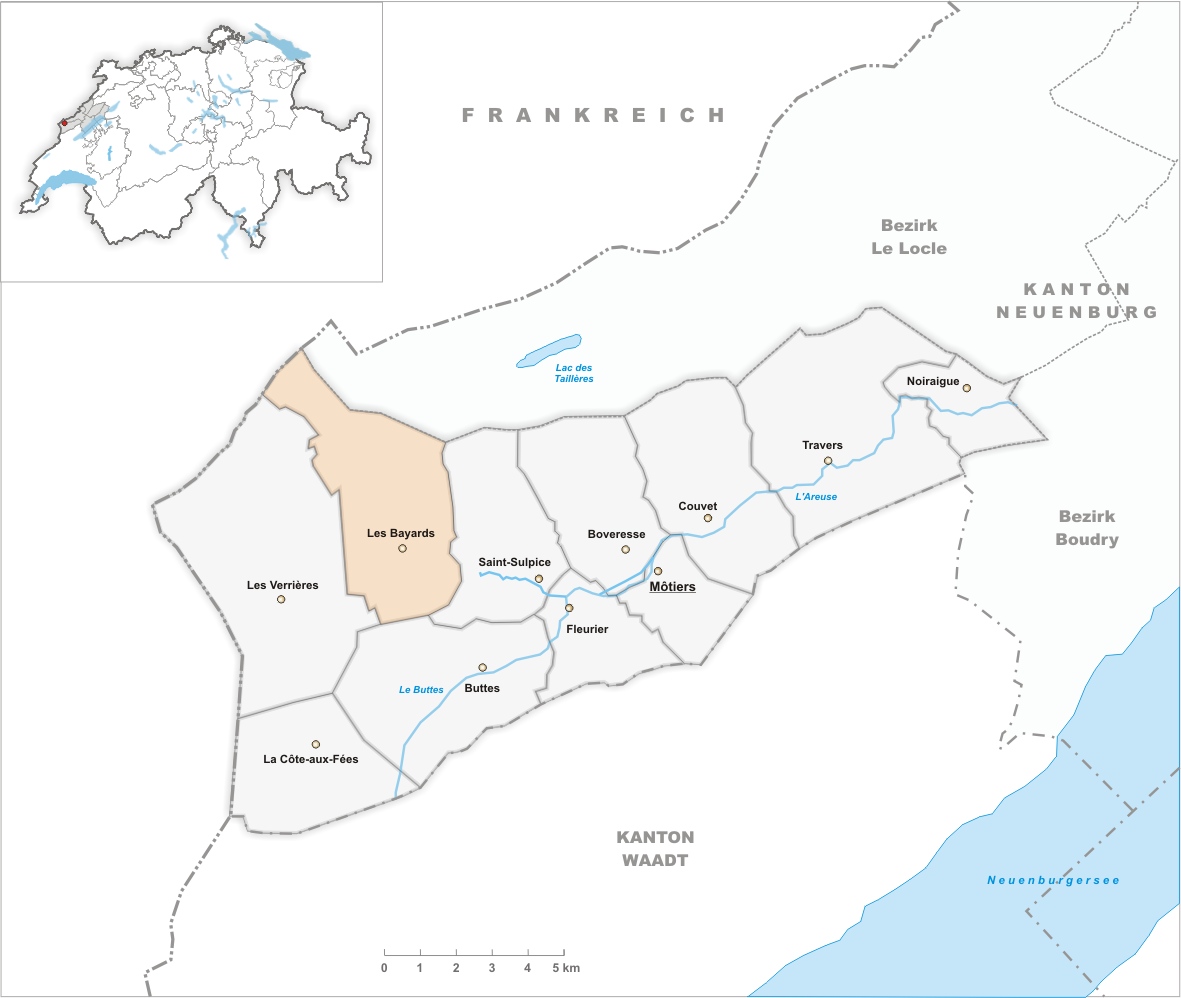
Il territorio del comune di Les Bayards prima degli accorpamenti comunali del 2009

Il comune politico di Les Bayards fu istituito nel 1888 con la fusione tra comuni patriziali di Grand e Petit Bayard e il comune degli abitanti di Bayards, costituito nel 1860; si estendeva per 19,15 km² ed era formato dai paesi di Grand Bayard e Petit Bayard e dalla frazioni di Haut de la Tour, Les Jordan, Les Places e Les Prises. In seguito all'esito favorevole del referendum del 17 giugno 2007 il 1º gennaio 2009 è stato aggregato agli altri comuni soppressi di Boveresse, Buttes, Couvet, Fleurier, Môtiers, Noiraigue, Saint-Sulpice e Travers per formare il nuovo comune di Val-de-Travers.

## Monumenti e luoghi d'interesse
- Chiesa riformata, eretta nel 1677[1];
- Cappella riformata indipendente, eretta nel 1873[1].

## Società

### Evoluzione demografica
L'evoluzione demografica è riportata nella seguente tabella:
Abitanti censiti

## Economia
L'economia locale si basa prevalentemente sull'agricoltura e sul turismo (località di villeggiatura).

## Infrastrutture e trasporti

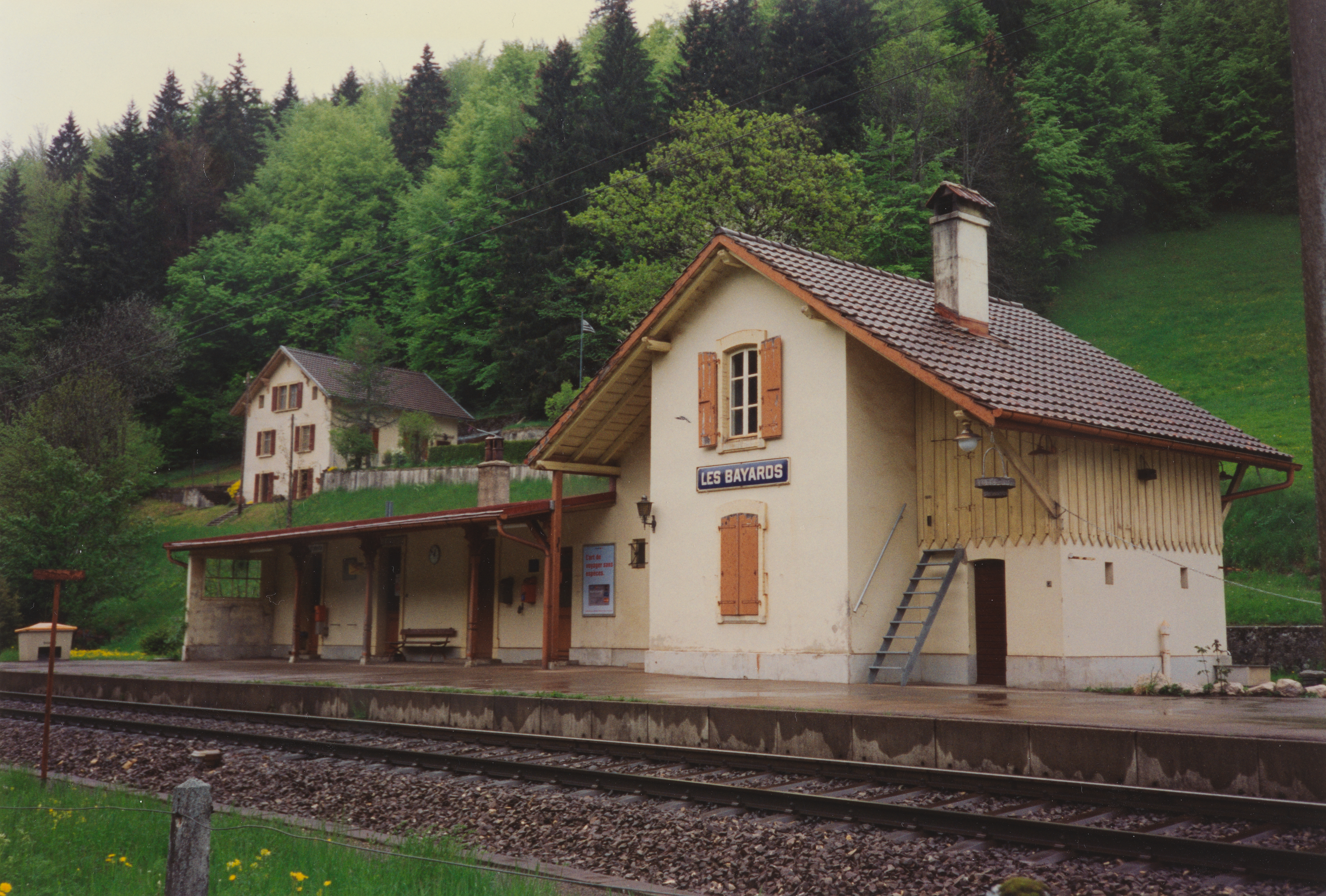
La stazione di Les Bayards

Les Bayards è servito dall'omonima stazione sulla ferrovia Neuchâtel-Pontarlier.